# 永田禎彌
永田 禎彌（ながた よしひろ、1916年4月24日 - 2008年6月24日）は、洋画家。兵庫県尼崎市出身。兵庫県三木市にて死去。

## 来歴・人物
- 本名・永田龍太郎[2]。同月初日（1916年4月1日）に市制施行したところの同月24日に尼崎市にて生まれ、阪神間（現在の大阪市福島区や現在の西宮市、現在の宝塚市）で育つ。
- 中等学校在学時に田村孝之介に師事する。旧制甲陽中学校卒業後、信濃橋洋画研究所において絵画制作の研鑽に励む。
- その後、日華事変、太平洋戦争の間に二回召集され中国南部、現在のベトナム、シンガポール、マレーシア、タイそしてビルマと転戦したがその際にも軍の許可を受けて制作を続け、1942年予備役のときには大阪市において開催された太平洋戦争美術展に作品を出展した。そして、1945年8月再度の召集地である和歌山県御坊市で終戦を迎えて同年9月に復員。
- 1946年、現在の三木市に移住する。1947年から1971年3月まで現在の三木市役所に勤務しながら、製作活動をおこなう。
- 定年退職後はスペインやポルトガル、イタリア各地、スイス、ロンドンそしてパリ等へデッサン旅行に出かけ、その後は台湾にも行き精力的に制作活動に励んでいたが、1992年の秋に自宅にて脳梗塞で倒れて左半身麻痺の後遺症がのこる。リハビリテーションで、歩行訓練を受けつつ利き手の右手で絵画制作に励む。
- 2008年6月24日（火曜日）の早朝に、運び込まれた三木市内の病院にて死去する。

## 備考
- 宗教は、浄土宗（総本山知恩院；仏教）。
- 墓は、三木市内の墓地に在る。

## 関連人物
- 田村孝之介（師匠・洋画家；文化功労者）